# جی.لیندبرگ
جی.لیندبرگ (انگلیسی: J.Lindeberg) شرکت پوشاک سوئدی است، که در سال ۱۹۹۷ تأسیس شد.